# A Collection of Beatles Oldies
A Collection of Beatles Oldies is een verzamelalbum (langspeelplaat) met liedjes van de Britse popgroep The Beatles uit 1966. Het verscheen in het Verenigd Koninkrijk en een groot aantal andere landen, waaronder Nederland, maar niet in de Verenigde Staten en Canada. Het valt in de periode tussen de albums Revolver en Sgt. Pepper's Lonely Hearts Club Band.
Dertien van de zestien nummers van het album waren hits geweest in het Verenigd Koninkrijk; twee nummers waren  in dat land niet als single uitgebracht, maar wel grote hits geweest in andere landen: Yesterday en Michelle (allebei een eerste plaats in Nederland bijvoorbeeld). Het buitenbeentje is Bad boy, tevens het enige liedje op het album dat niet geschreven is door John Lennon en Paul McCartney. Het nummer was eerder verschenen op het Amerikaanse Beatlesalbum Beatles VI, maar nooit op een single. Het kwam nu voor het eerst beschikbaar voor de Britse markt.

## Achtergrond
Het was gebruikelijk dat The Beatles rond Kerstmis met een nieuwe single of nieuw album kwamen. In 1966 had hun manager Brian Epstein echter aan EMI, de eigenaar van het merk Parlophone, waarop de platen van de groep verschenen, laten weten dat er in dat jaar rond de kerst niets te verwachten was. Alleen de traditionele kerstplaat voor de leden van de fanclub zou uitkomen. Toen besloot EMI maar een verzamelalbum te maken met voornamelijk oude hits van de groep, dat een paar dagen voor Kerstmis verscheen. Het album werd uitgebracht in mono en stereo. Voor de stereoversie maakte George Martin voor sommige nummers een remix. Daarbij was geen enkel lid van de groep aanwezig.
Op de voorkant staat een kleurrijk schilderij van de hand van de artiest David Christian, op de achterkant een foto van The Beatles, genomen door Robert Whitaker, met de ondertitel ‘But Goldies!’.
De plaat haalde de zevende plaats in de UK Albums Chart.

## De nummers op het album
| Kant | Volgnummer | Nummer                   | Geschreven door  | Lengte | Zanger(s)                     |
| ---- | ---------- | ------------------------ | ---------------- | ------ | ----------------------------- |
| 1    | 1          | She Loves You            | Lennon-McCartney | 2:10   | John Lennon en Paul McCartney |
|      | 2          | From Me to You           | Lennon-McCartney | 1:54   | John Lennon en Paul McCartney |
|      | 3          | We Can Work It Out       | Lennon-McCartney | 2:11   | Paul McCartney                |
|      | 4          | Help!                    | Lennon-McCartney | 2:18   | John Lennon                   |
|      | 5          | Michelle                 | Lennon-McCartney | 2:40   | Paul McCartney                |
|      | 6          | Yesterday                | Lennon-McCartney | 2:03   | Paul McCartney                |
|      | 7          | I Feel Fine              | Lennon-McCartney | 2:21   | John Lennon                   |
|      | 8          | Yellow Submarine         | Lennon-McCartney | 2:36   | Ringo Starr                   |
| 2    | 1          | Can't Buy Me Love        | Lennon-McCartney | 2:08   | Paul McCartney                |
|      | 2          | Bad Boy                  | Larry Williams   | 2:18   | John Lennon                   |
|      | 3          | Day Tripper              | Lennon-McCartney | 2:49   | John Lennon en Paul McCartney |
|      | 4          | A Hard Day's Night       | Lennon-McCartney | 2:31   | John Lennon                   |
|      | 5          | Ticket to Ride           | Lennon-McCartney | 3:01   | John Lennon                   |
|      | 6          | Paperback Writer         | Lennon-McCartney | 2:15   | Paul McCartney                |
|      | 7          | Eleanor Rigby            | Lennon-McCartney | 2:02   | Paul McCartney                |
|      | 8          | I Want to Hold Your Hand | Lennon-McCartney | 2:26   | John Lennon en Paul McCartney |

## Uit de handel
Toen in 1987 de albums van The Beatles op cd verschenen, was A Collection of Beatles Oldies daar niet bij. Alle nummers stonden immers ook op andere albums:
- She Loves You,  From Me to You, I Feel Fine en I Want to Hold Your Hand op 1962-1966 en later op Past Masters, Volume One van 1988.
- We Can Work It Out, Day Tripper en Paperback Writer op 1962-1966.
- Bad Boy op een dubbelalbum Rock 'n' Roll Music uit 1976 en op Past Masters, Volume One.
- Help!, Yesterday en Ticket to Ride op Help!.
- Michelle op Rubber Soul.
- Yellow Submarine en Eleanor Rigby op Revolver.
- Can't Buy Me Love en A Hard Day's Night op A Hard Day's Night.